# SV del Centaure
SV del Centaure (SV Centauri) és un estel variable en la constel·lació de Centaure. La seva distància al Sistema Solar no és ben coneguda —el satèl·lit Hipparcos no va mesurar la seva paral·laxi—, estimant-se en 12.700 anys llum aproximadament.
SV del Centaure constitueix un binari proper —els dos components es troben molt propers entre si— i mentre unes fonts la consideren un binari semidesprès, unes altres la consideren una binària de contacte. El tipus espectral conjunt és B2, sent les components del sistema un estel calent de la seqüència principal de tipus B1 i un gegant —o gegant lluminós— blau de tipus B6.5II-III. La relació entre les masses d'ambdós components, q, és igual a 0,84, i les respectives temperatures efectives són de 28.000 i 17.000 K; altres fonts indiquen temperatures notablement inferiors, 11.330 i 7.800 K, en concordança amb el tipus espectral considerat, B8.
El període orbital del sistema és de 1,65898 dies (39,82 hores), estant classificada SV Centauri com un binari eclipsant del tipus W Ursae Majoris. La seva lluentor fluctua entre magnitud aparent +8,71 i +9,98, existint un eclipsi principal i un eclipsi secundari, corresponent una caiguda en la lluentor de 1,27 magnituds per al primer i 0,74 magnituds per al segon.